# Hattyúdal (legenda)
A hattyúdal egy metaforikus kifejezés egy végső gesztusra, erőfeszítésre vagy teljesítményre, amelyet közvetlenül a halál vagy a visszavonulás előtt tesznek. A kifejezés arra az ősi hiedelemre utal, hogy a hattyúk közvetlenül a haláluk előtt énekelnek egy gyönyörű dalt, miközben életük nagy részében hallgatnak.
Időnként valakinek a minden addigit felülmúló  legutolsó színpadi vagy drámai megjelentésére, vagy a  halála előtt alkotott legutolsó művére (pl. versére) utal. Egy másik meghatározás szerint a hattyúdal "az utolsó színpadi, drámai fellépés, vagy bármilyen utolsó munka, amikor az előadó tudatában van annak, hogy ez lesz élete utolsó fellépése, és emiatt mindent belead egy utolsó, nagyszerű próbálkozásba."

## A kifejezés eredete
A kifejezés metaforikus használata - egyesek szerint - az  ókori Görögországig, a Kr. e. 3. századig nyúlik vissza. A hattyú nem bánatában énekel, hanem dala a túlvilági boldogság előérzete. Ovidius így ír: "végső, bús panaszát haldoklón zengi a hattyú". Aesoposnak az egyik meséjében is szerepel a hattyú éneke. Ezzel szemben az Oxford English Dictionary az angol  "swan song" vagy  "swan-song" kifejezést a német  schwanen(ge)sang vagy schwanenlied szavakból vezeti le.

## A kifejezés előfordulása a művészetben
- Hattyúdal, 1963-as magyar film
- William Shakespeare Velencei kalmár című darabjában Portia felkiált:"Let music sound while he doth make his choice; Then, if he lose, he makes a swan-like end, Fading in music."[7]
- Orlando Gibbons
- Georg Philipp Telemann 1733-ban írt egy concertót Hattyúdal ("Schwanengesang") címen.[8]
- Tennyson híres költeményt írt  "A haldokló hattyú" (The Dying Swan) címen."[9]